# Capitão-de-cinta
Capitão-de-cinta, capitão-cintado, capitão-de-bigode-de-cinta ou tucanui (nome científico: Capito dayi) é uma espécie de ave piciforme da família Capitonidae.
Pode ser encontrada no Brasil e Bolívia. Os seus habitats naturais são: florestas de terras baixas úmidas tropicais ou subtropicais.